# Чорний потік (притока Дреницького потоку)
Чорний потік (словац. Čierny potok) — річка; права притока Дреницького потоку, протікає в окрузі Сабінов.
Довжина приблизно 6.0-6.5 км. Витік знаходиться в масиві Чергівські гори (схил гори Трепеш) — на висоті приблизно 760 метрів.
Протікає територією села Др'єниця. Впадає в Дреницький потік на висоті приблизно 350—355 метрів.